# Alte Schule (Wismar)

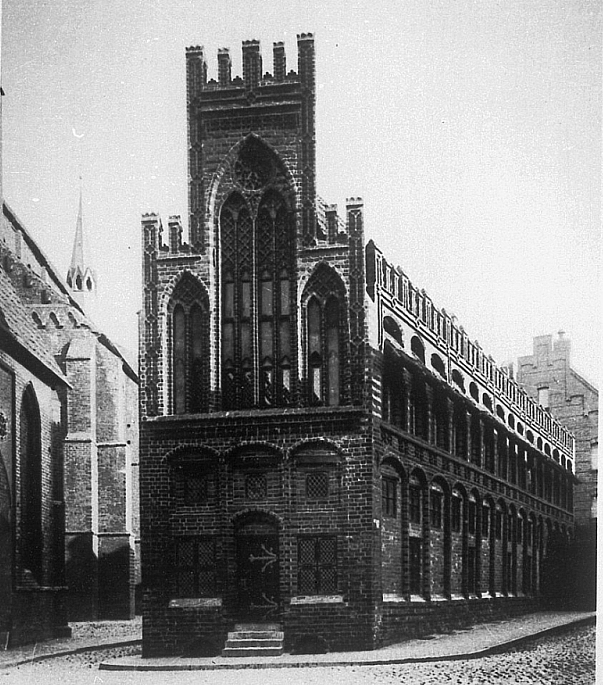
Die alte Schule in Wismar, Ansicht um 1900

Die Alte Schule war ein Gebäude in Wismar in Mecklenburg-Vorpommern. Es gehörte zum „gotischen Viertel“, das sich bis zu seiner fast vollständigen Zerstörung im Zweiten Weltkrieg um die Marienkirche konzentrierte. Die architektonische Handschrift der Hansezeit war hier ausgeprägt wie in kaum einer anderen norddeutschen Stadt. Die zierlich gestalteten Fassaden waren ein wichtiges Beispiel für gotische Backsteinkunst im frühen 14. Jahrhundert. Die alte Schule mit einem zweigeschossigen Aufriss stand westlich der Kirche St. Marien, deren Turm heute noch steht.
Im Jahr 2015 schützt ein großer hölzerner Kasten die Kellerruinen vor der Witterung. Perspektivisch wird ein Wiederaufbau der Alten Schule angestrebt. Die Fassade des 1962 bis 1963 wiederaufgebauten Wismarer Archidiakonats nimmt Bezug auf die Alte Schule. Die nahe Georgenkirche wurde äußerlich bis 2010 weitgehend wiederhergestellt.

## Geschichte und Architektur

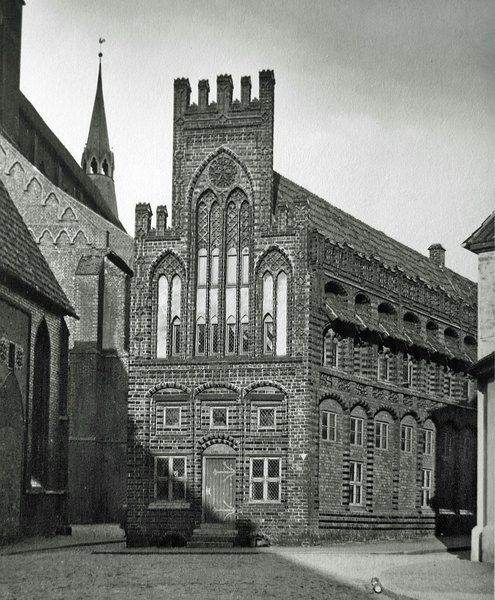
Die alte Schule, Ansicht um 1880

In dem Stadtbuch der Hansestadt Wismar wurde die alte Schule 1351 als langgestrecktes Gebäude, das in der Mitte durch eine Brandmauer geteilt war, erwähnt. Beide Gebäudehälften waren durch Fachwerkmauern in drei Klassenräume gleicher Größe geteilt. Diese Aufteilung erstreckte sich vom Keller bis zum Dach. Die alte Schule im hochgotischen Stil galt als herausragendes Beispiel der Backsteinbaukunst an der Ostsee. Reiche Gliederungen durch Zinnen, Friese und Blenden zeichneten den Bau aus. Die Backsteine der Wandflächen waren grün und rot glasiert. Die Front an der Südseite besaß 15 Achsen, die an der Nordseite 16. Die Fensternischen im Erdgeschoss besaßen Stichbogen und waren zweizonig gegliedert. Die Fenster im Obergeschoss waren mittig senkrecht geteilt. Ein durchlaufender Fries zwischen Ober- und Erdgeschoss betonte die Gliederung.
Das östliche Sechstel des Gebäudes wurde 1863 zugunsten des Stadtmusikantenhauses abgetragen. Der neu aufgemauerte Ostgiebel erhielt Friese und Blendnischen mit glasierten Steinen. Im Gebäude hatte der Küster von St. Marien seine Wohnung, andere Räume wurden als Armenhaus genutzt.
Der Architekt und Landbaumeister Gustav Hamann ließ 1880 die alte Schule grundlegend restaurieren. Nach erhaltenen Unterlagen aus dem 19. Jahrhundert orientierte er sich hierbei eng an der vorhandenen Bausubstanz. Die Küsterwohnung blieb erhalten, die anderen Räume sollten als Museum genutzt werden. Das Museum für Kunst und Altertum bezog 1881 mit den Sammlungen, die sich im Besitz eines bürgerlichen Vereins befanden, die Ausstellungsräume.
Bei einem Luftangriff im April 1945 nahm die alte Schule so großen Schaden, dass die Reste des Gebäudes zwischen 1946 und 1948 abgerissen und die Kellerräume mit Schutt verfüllt wurden.

## Archäologische Grabungen

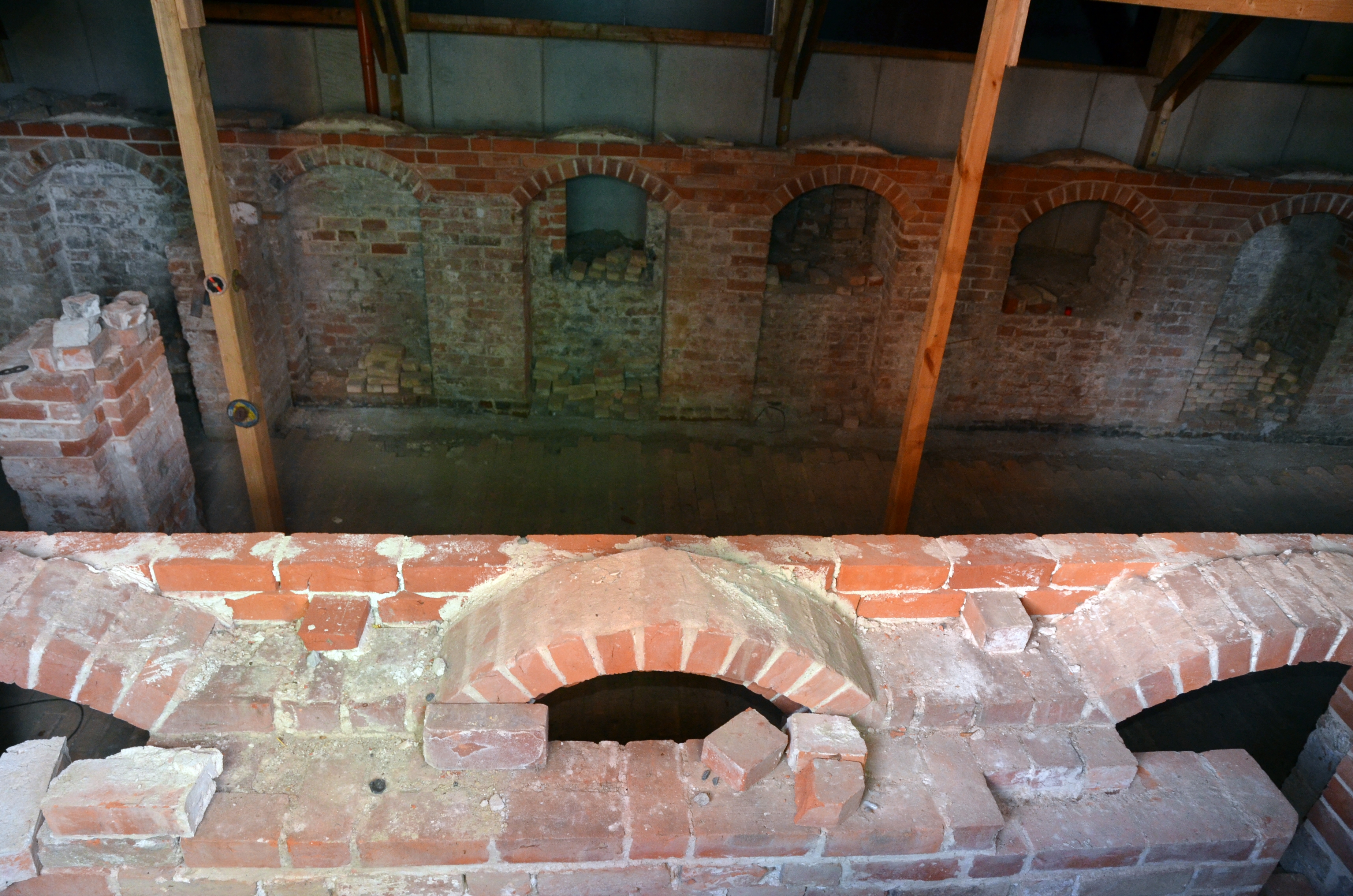
Zustand der Grabungsarbeiten im Juni 2013

Bei ersten Grabungen im Jahr 2001 wurden Teile der Kellerräume freigelegt und seitdem die Sicherungs- und Grabungsarbeiten fortgesetzt. Im Rahmen der Untersuchungen des gotischen Viertels wurden die Untersuchungen auch auf die alte Schule ausgeweitet, wobei der überraschend gute Erhalt der Kelleranlagen festgestellt werden konnte. Der Fußboden, die Wände und die Kellertreppen  sind erhalten. Es wurden im Bauschutt Kalkstein, Ziegelreste und andere Materialien gefunden.